# Triplophysa trewavasae
Triplophysa trewavasae är en fiskart som beskrevs av Mirza och Ahmad, 1990. Triplophysa trewavasae ingår i släktet Triplophysa och familjen grönlingsfiskar. Inga underarter finns listade i Catalogue of Life.